# Invasieve soort

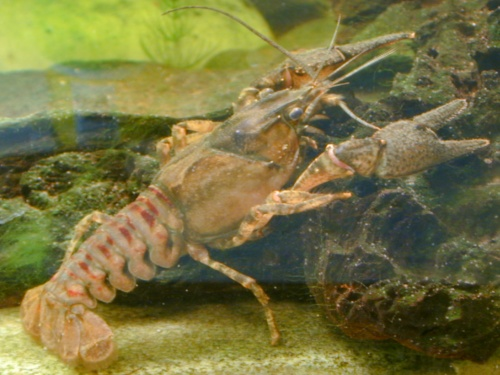
Gevlekte Amerikaanse rivierkreeft, een zich in Europa snel verspreidende zorgwekkende soort

Invasieve soorten zijn soorten waarvan populaties zich buiten hun oorspronkelijke verspreidingsgebied hebben gevestigd (exoten) en door hun aanwezigheid of door de groei van hun populaties tot problemen kunnen leiden. Ze kunnen een bedreiging vormen voor inheemse soorten en zo voor biodiversiteit. Met name op eilanden kan dit effect van invasieve soorten groot en goed zichtbaar zijn. Invasieve plant- en diersoorten veroorzaken op tal van plaatsen in de wereld voor de mens ook andersoortige problemen, zoals ziektes, schade aan gebouwen, aan infrastructuur (dijken, watergangen) en economische schade in sectoren als de visserij.

## Routes
Invasieve soorten kunnen op verschillende manieren op geheel andere plaatsen in de wereld terechtkomen. Een belangrijk mechanisme is de handel in (uitheemse) planten en dieren, bijvoorbeeld de handel in zaden, bloemen, schelpen of fruit. Daarnaast worden exoten bijvoorbeeld met ballastwater getransporteerd van de ene haven naar de andere, of verspreiden ze zich door de aanleg van nieuwe internationale kanalen. Ook liften exoten soms mee met verpakkingsmateriaal, schepen of vrachtauto's. Soms nemen vakantiegangers exotische planten of dieren mee naar huis. Ook fokkers, jagers en kwekers kunnen bewust exoten brengen van het ene naar het andere land.

## Oorzaken van woekergedrag
Er zijn drie mogelijke oorzaken te noemen waardoor een exoot soms gaat "woekeren" en zich ontwikkelt tot een invasieve soort:
- het ontbreken van predatoren, ziekten of parasieten die de aantallen van de nieuwe soort laag houden;
- de exoot is drager van een ziekte of parasiet waarvoor de exoot zelf immuun is maar concurrerende autochtone soorten niet, zodat de exoot autochtone soorten vervangt;
- er is een niche die nog niet wordt gebruikt, waardoor de exoot geen concurrentie ondervindt.

## Mogelijke gevolgen
De mogelijke effecten kunnen als volgt worden ingedeeld:
- schade voor natuur, milieu en biodiversiteit (voorbeelden: Amerikaanse vogelkers, huiskat)
- schade voor de land-, bos- en tuinbouw (voorbeeld: coloradokever)
- schade voor de volksgezondheid (voorbeelden: Aziatische tijgermug, reuzenberenklauw)
- schade voor het welzijn
- schade voor het waterbeheer (voorbeelden: muskusrat, grote waternavel)
- schade voor de energievoorziening en de industrie
- schade aan woningen en andere gebouwen (voorbeeld: Japanse duizendknoop)
- schade voor horeca en recreatie
- schade voor de scheepvaart
- schade voor de visserij

## Beleid in Nederland

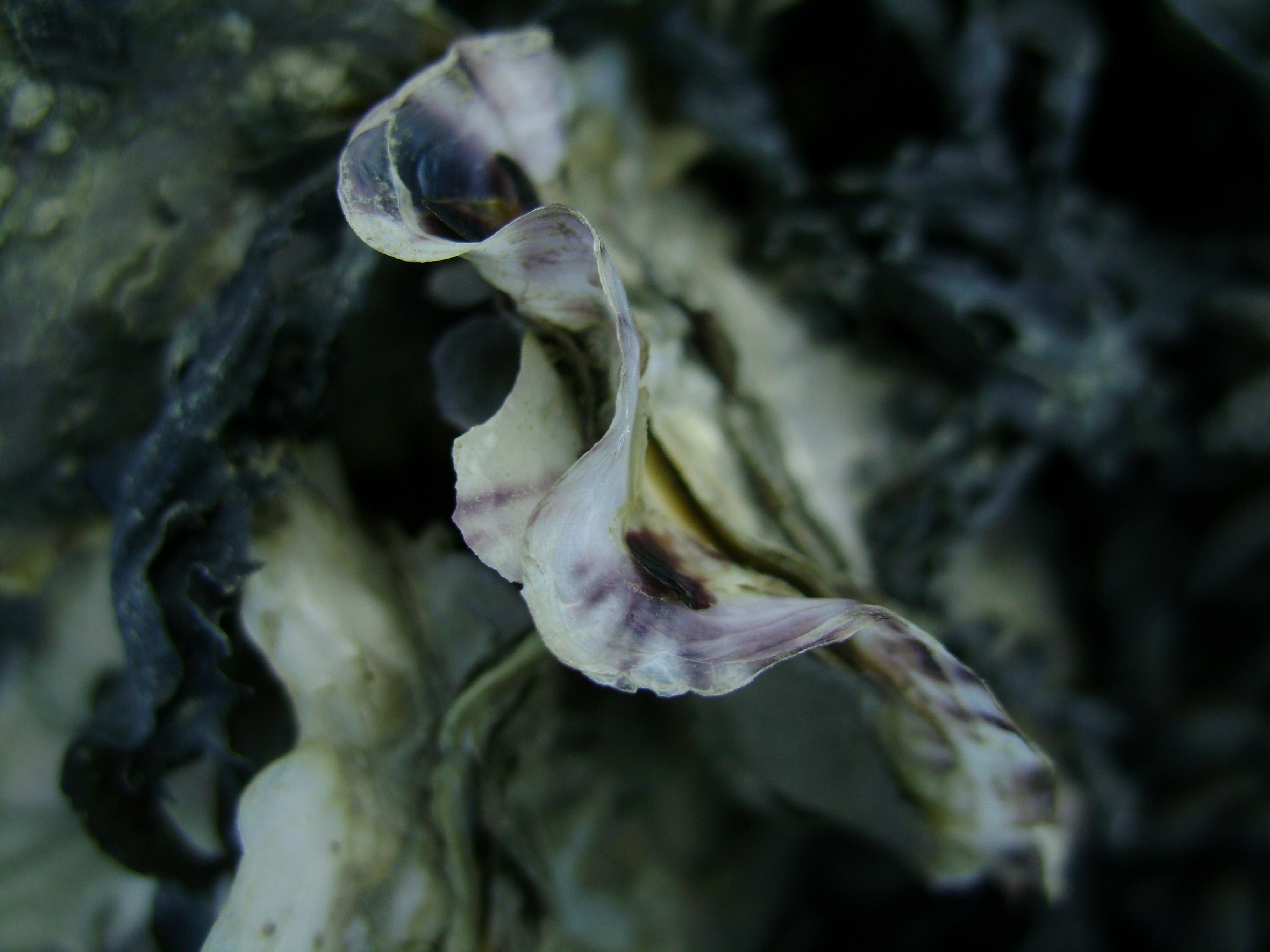
De Japanse oester is in de Nederlandse kustwateren een invasieve soort.

### Organisatie
De praktijkgerichte definitie van het Nederlandse Coördinerend Orgaan Invasieve Exoten (COIE) geeft een verschil aan met het begrip exoot:
Invasieve exoten zijn dieren, planten en micro-organismen die door menselijk handelen in een nieuw gebied terechtkomen (zoals Nederland) en die door vestiging en verspreiding schade kunnen veroorzaken. Daarbij worden exoten ook wel uitheemse soorten genoemd. Invasieve soorten hebben zich weten te verspreiden door toedoen van menselijk handelen.
Het Nederlandse Ministerie van Landbouw, Natuur en Voedselkwaliteit, onder meer verantwoordelijk voor exotenbeleid, omschrijft invasieve exoten als volgt:
Het merendeel van deze exoten vormt geen probleem. Maar in een aantal gevallen ontwikkelen de populaties van deze planten of dieren zich explosief. Deze zogenaamde invasieve exoten kunnen schadelijk zijn voor de natuur. Ze kunnen inheemse soorten wegconcurreren, opeten, infecteren of zich ermee vermengen en ecosystemen veranderen. Exoten vormen op deze manier wereldwijd een bedreiging voor de biodiversiteit. Daarnaast zijn er invasieve exoten die gezondheidsproblemen bij mensen of economische schade kunnen veroorzaken.
Het NIVIP van de NVWA heeft samen met de stichting Floron een geactualiseerde herdruk van de veldgids Invasieve waterplanten in Nederland verspreid onder Floron-waarnemers. Waarnemingen worden verzameld in de Nationale Databank Flora en Fauna Deze kunnen door terrein- of waterbeheerder worden gebruikt bij de afweging of een exoot bestreden zal worden om de schade aan leefomgeving en biodiversiteit te beperken.

### EU-lijst
De Europese Unie vaardigde in 2016 de "Exotenverordening" uit met het verbod op bezit, handel, kweek en vervoer van een aantal met name genoemde invasieve dieren- en plantensoorten. De lidstaten zijn verplicht maatregelen te nemen om deze soorten uit te roeien of in elk geval te beheersen. Er bestaat tevens een Unielijst voor invasieve uitheemse soorten

## Voorbeelden in Nederland
Nederland kent vele tientallen invasieve exoten. Zo zijn er zeker 16 uitheemse waterplanten die leiden tot problemen, bijvoorbeeld omdat ze sloten dichtgroeien en andere planten verstikken. Een voorbeeld is de grote waternavel (Hydrocotyle ranunculoides) die afkomstig is uit uit Noord-Amerika. Daarnaast zijn er tientallen landplanten die schade veroorzaken aan de menselijke gezondheid, zoals alsemambrosia (Ambrosia artemisiifolia) en reuzenberenklauw (Heracleum mantegazzianum) of in natuurgebieden zoals de Japanse duizendknoop (Fallopia japonica), reuzenbalsemien (Impatiens glandulifera) en Amerikaanse vogelkers (Prunus serotina). Een invasief insect dat tot gezondheidsproblemen kan leiden is de tijgermug, die afkomstig is uit Zuidoost-Azië, en knokkelkoorts en gele koorts kan veroorzaken. Verschillende rivierkreeften zoals de Amerikaanse rivierkreeft tasten de biodiversiteit aan. De muskusrat is waarschijnlijk een van de bekendste exoten. Deze soort kwam oorspronkelijk voor in Noord-Amerika maar vormt door zijn graafactiviteiten inmiddels al decennia lang een serieus gevaar voor de Nederlandse dijken. De eveneens uit Noord-Amerika stammende zonnebaars is een bedreiging voor vele inheemse diersoorten.

## Situatie op eilanden (voorbeelden)
De duidelijkste effecten van invasieve soorten op een ecosysteem zien we op eilanden. Afhankelijk van de mate waarin een eiland geïsoleerd ligt, is het kwetsbaar voor de introductie van plant- en diersoorten van elders. Vaak ontbreken predatoren op een eiland, waardoor een niet inheemse predator zich uitzonderlijk goed kan ontwikkelen. Vaak hebben vogelsoorten op eilanden het vliegvermogen verloren en zijn daardoor weerloos. Veel soorten rallen staan daarom als (ernstig) bedreigd op de Rode Lijst van de IUCN of zijn al uitgestorven. Ook op onbewoonde eilanden nestelende zeevogels zoals stormvogels en pijlstormvogels en albatrossen zijn kwetsbaar als (per ongeluk na een schipbreuk) ratten of verwilderde katten op deze eilanden terecht komen. Eilanden zijn nu ook belangrijke objecten voor natuurherstel. Vooral het Nieuw-Zeelandse Department of Conservation (DOC) is betrokken bij projecten die tot doel hebben invasieve soorten zoals ratten, hermelijnen, geiten en herten van eilanden te verwijderen.

### Bruine nachtboomslang opGuam
De bruine nachtboomslang (Boiga irregularis) is een boombewonende slang uit de onderfamilie Colubrinae. Het oorspronkelijke verspreidingsgebied is het oostelijk en noordelijke kustgebied van Australië, oostelijk Indonesië (Sulawesi tot Papoea), Papoea-Nieuw-Guinea en een groot aantal eilanden in het noordwesten van Melanesië. De soort is een beruchte invasieve diersoort die verantwoordelijk is voor het uitroeien van de oorspronkelijke vogelpopulaties op onder meer het eiland Guam. Door deze introductie werd de flora en fauna van Guam sterk ontregeld. Nadat de slang via een militair transport aan het einde van de Tweede Wereldoorlog op het eiland is aangekomen, heeft deze al enkele diersoorten doen uitsterven, waaronder de Micronesische ijsvogel (Halcyon cinnamomina cinnamomina) en de Guammonarch (Myiagra freycineti).
De bruine nachtboomslang kent geen natuurlijke vijanden op het eiland (maar heeft wel varkens en varanen als vijand) en daardoor zijn de populaties explosief gegroeid, met een aantal dat ligt rond de 2 miljoen. De bevolking ziet de dieren echter weinig doordat ze vooral 's nachts actief zijn. In 2013 begon een campagne tegen de bruine boomslang door het verspreiden van vergiftigde dode muizen.
De bruine boomslang predeert niet alleen op vogels, hagedissen, vleermuizen, ratten en kleine knaagdieren. Op Guam heeft de bruine nachtboomslang zich gespecialiseerd op vogels en spitsmuizen. Omdat op Guam natuurlijke vijanden ontbreken en prooien onbeperkt aanwezig zijn, wordt de bruine nachtboomslang daar groter dan in het gebied van herkomst. Daar is een lengte tussen de 1 en 2 meter gebruikelijk, op Guam worden de slangen soms 3 meter.

Bruine nachtboomslang op Guam
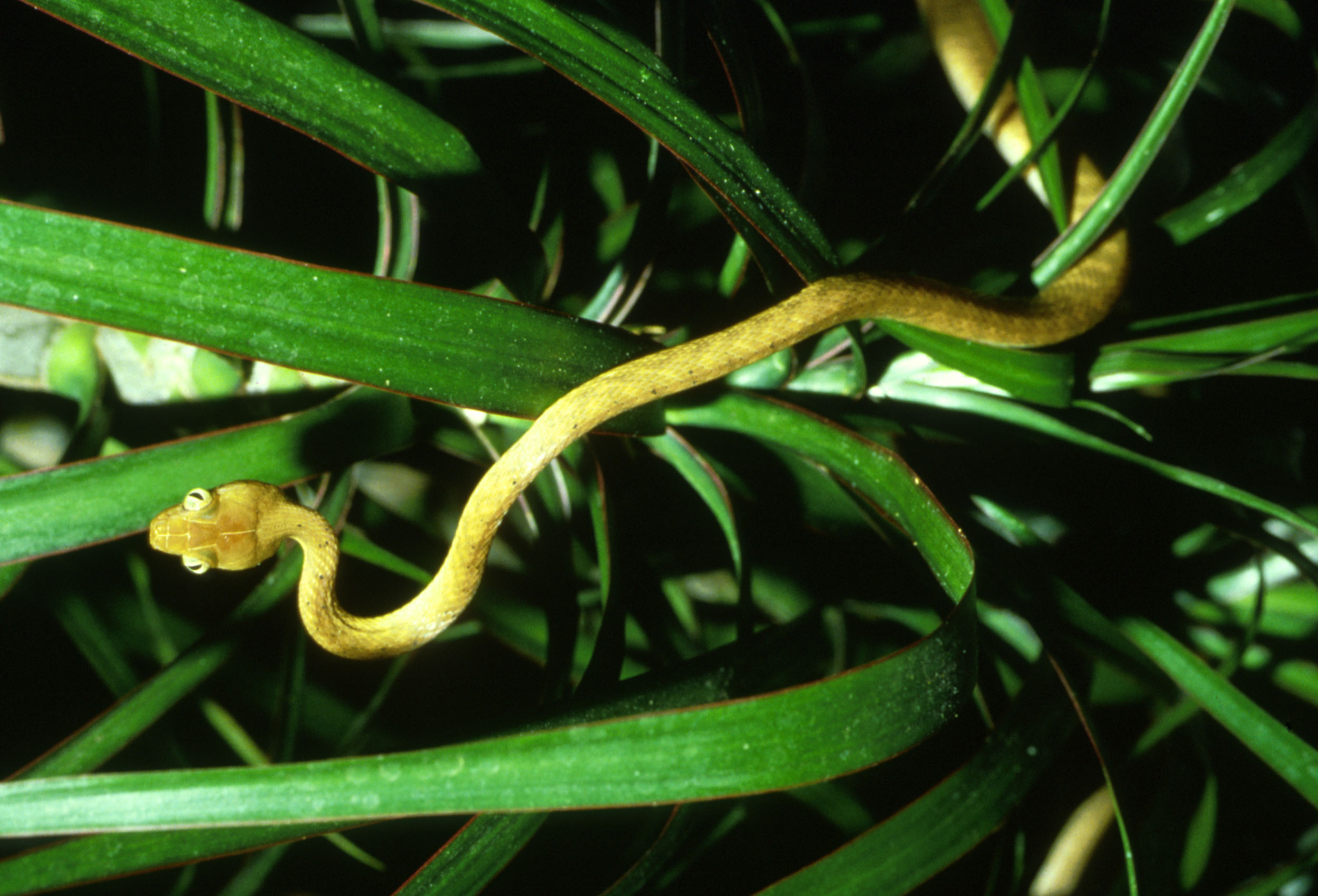
Bruine nachtboomslang op Guam
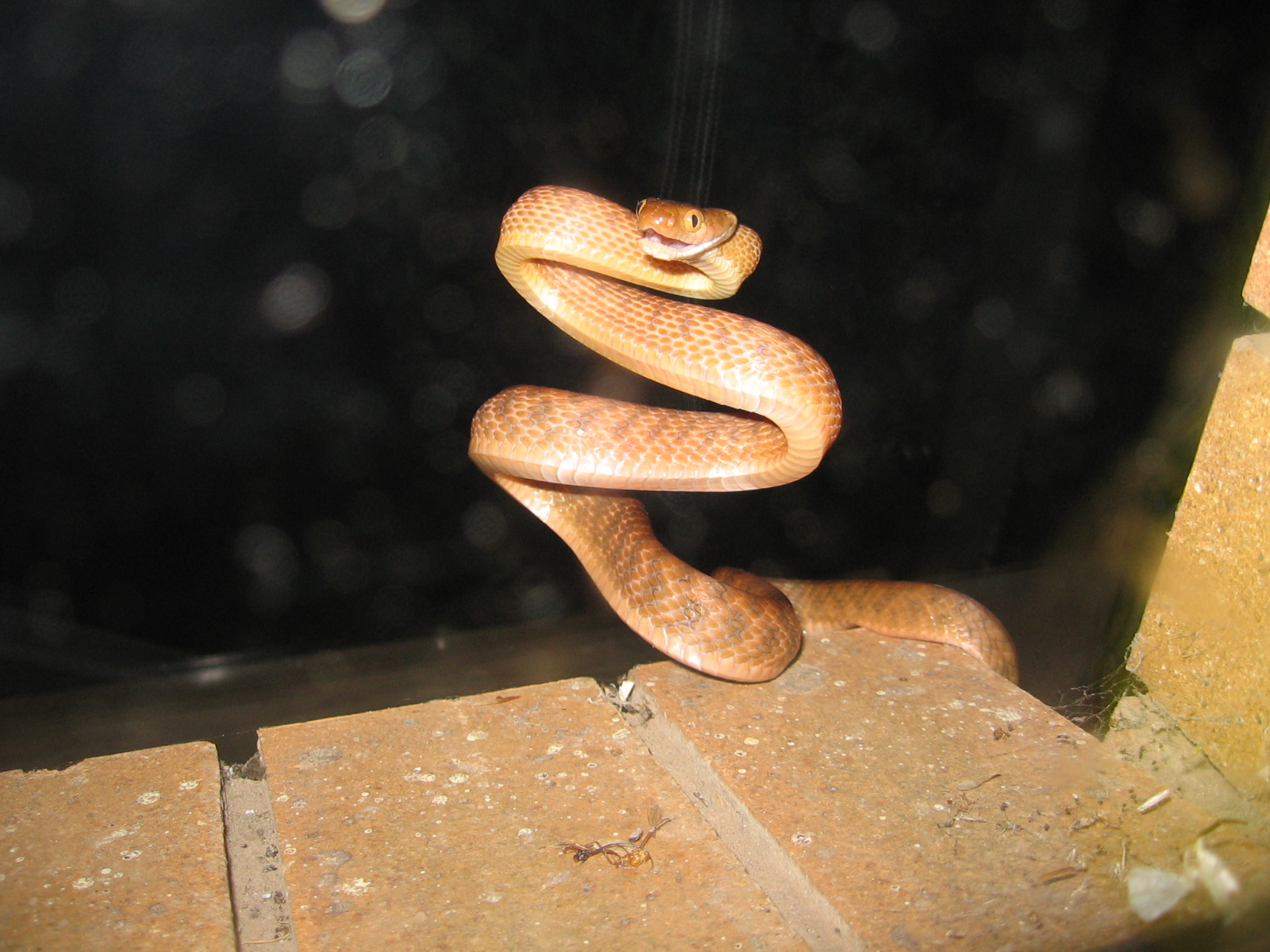
Bruine nachtboomslang in karakteristieke S-houding
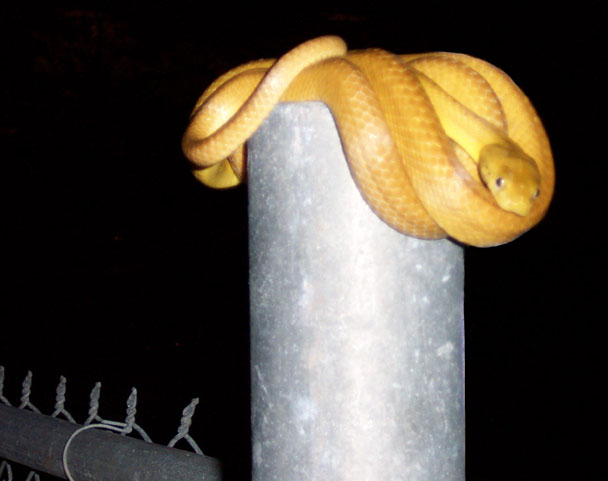
Bruine nachtboomslang op hekpaaltje op Guam

### Huismuizen op Gough
Het onbewoonde eiland Gough behoort tot de eilandengroep Tristan da Cunha. Het eiland staat bekend om zijn kenmerkende dierenleven. Het is een van een belangrijke broedlocaties voor zeevogels in de zuidelijke Atlantische Oceaan. Van zowel de tristanalbatros (Diomedea dabbenena) als Schlegels stormvogel (Pterodroma incerta) broedt vrijwel de gehele wereldpopulatie op Gough. Het eiland heeft twee endemische vogelsoorten de gough-eilandgors (Rowettia goughensis) en het goughwaterhoen (Gallinula comeri).
Sinds 2007 is bekend dat de broedpopulaties van al deze vogels ernstig in gevaar zijn door de aanwezigheid van de huismuis (Mus musculus). De muizen zijn een invasieve soort sinds ze aan het eind van de 19e eeuw zijn ingevoerd. Ze hebben zich zodanig aangepast dat ze in staat zijn de kuikens van alle vogelsoorten op het eiland aan te vallen en te doden. Hoewel deze kuikens vaak 300 keer zwaarder zijn dan een huismuis, zijn ze weerloos en kunnen ze niet vluchten. De muizen vallen aan in groepen van enkele tot een tiental dieren en brengen wonden toe met hun knaagtanden, waarna ze zich tegoed doen aan het bloed en de inwendige organen van het kuiken.
Deze problemen zijn zeker niet beperkt tot alleen het eiland Gough. Bryans pijlstormvogel (Puffinus bryani) is een ernstig bedreigde soort zeevogel op de noordwestelijke eilanden van de eilandketen van Hawaï en de Bonineilanden. Hier vormt de zwarte rat het grootste probleem en dit probleem komt voor op tal van eilanden in de Grote Oceaan.

### Galapagoseilanden
Door de toestroom van toeristen op de Galapagoseilanden komen steeds nieuwe invasieve plant- en diersoorten en ziektekiemen op de eilanden, die een bedreiging kunnen vormen voor de inheemse flora en fauna. Sinds de jaren 1990 komt er bijvoorbeeld de parasitaire vlieg Philornis downsi voor, die eitjes legt in vogelnesten en waarbij de vliegenlarven als dodelijke parasiet optreden in de jonge vogels. Verschillende vogelsoorten, waaronder de floreanaspotlijster, Charles' boomvink en de mangrovevink, zijn daarvan het slachtoffer. Vanuit het Charles Darwin Research Station wordt onderzoek gedaan naar biologische bestrijding van deze vlieg door parasitaire wespen van elders die deze vlieg in toom kunnen houden. Daarbij bestaat weer het gevaar dat er wespen worden geïntroduceerd die ook op grote schaal rupsen, die juist als voedsel voor de vogelsoorten dienen, eten.

### Hazewindmier op Christmaseiland
De hazewindmier (Anoplolepis gracilipes) heet in het Engels yellow crazy ant (gele gekke mier), waarschijnlijk vanwege hun wilde bewegingen als ze verstoord worden.Waar deze soort oorspronkelijk vandaan komt is onbekend; men vermoedt dat de mier afkomstig is uit West-Afrika. Deze mier werd per ongeluk geïntroduceerd in Noord-Australië; daar werd hij in 1978 voor het eerst aangetroffen Verder komt de mier nu voor op Christmaseiland (350 kilometer ten zuiden van Java in de Indische Oceaan) en in andere tropische en subtropische gebieden.

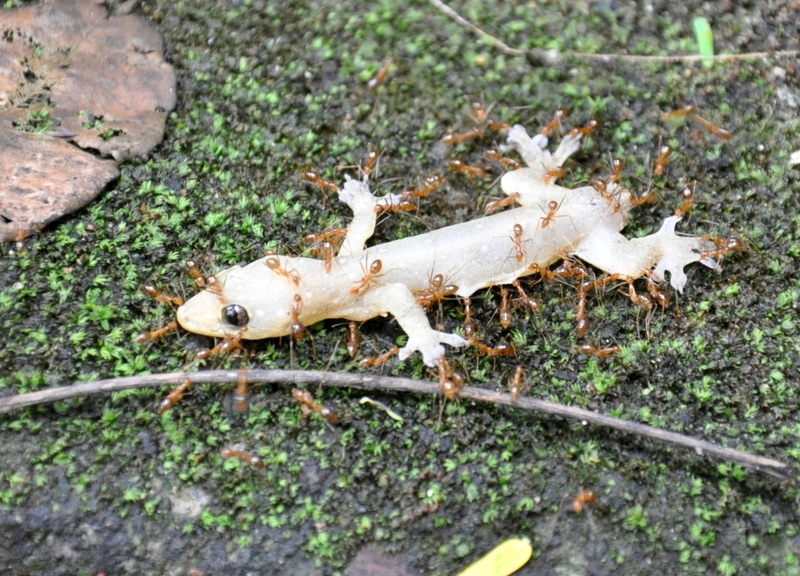
Een dode gekko wordt door hazewindmieren weggesleept.

De mier is bekend door zijn invloed op het ecosysteem van Christmaseiland. Op het eiland doden ze landkrabben, bodembewonende reptielen en andere fauna die anders foerageerde op de afgevallen bladeren. De krabben zijn van groot belang voor het oorspronkelijke ecosysteem van het bos, doordat ze foerageren op de bosbodem en er holen graven. Daardoor houden zij de grond luchtig en bemesten die met hun uitwerpselen. Bovendien eten de krabben zaailingen en voorkomen daardoor dat bepaalde planten, heesters en bomen groot worden. Waar de krabben verdwijnen, gaan stekelige struiken uit de brandnetelfamilie, zoals Dendrocnide peltata, overheersen. De aanwezigheid van kolonies van deze roofmier heeft daardoor het karakter en de biodiversiteit van het bos totaal veranderd. Deze mier staat op de IUCN-lijst van de honderd ergste invasieve soorten.